# Hermenegildo García Marturell
Hermenegildo García Marturell (11 de septiembre de 1968) es un deportista cubano que compitió en esgrima, especialista en la modalidad de florete. Participó en los Juegos Olímpicos de Barcelona 1992, obteniendo una medalla de plata en la prueba por equipos.

## Palmarés internacional
| Juegos Olímpicos | Juegos Olímpicos   | Juegos Olímpicos | Juegos Olímpicos    |
| Año              | Lugar              | Medalla          | Prueba              |
| ---------------- | ------------------ | ---------------- | ------------------- |
| 1992             | Barcelona (España) | Medalla de plata | Florete por equipos |